# Bocelli (альбом)
Bocelli ― второй студийный альбом Андреа Бочелли, выпущенный в 1995 году на лейбле Polydor GmbH.
Этот альбом является продолжением его дебютного альбома Il Mare Calmo della Sera. В Германии альбом был сертифицирован как 4× платиновый за продажу двух миллионов экземпляров, что сделало его одним из самых продаваемых альбомов за всю историю страны. Он также был сертифицирован как 4× платиновый в Швейцарии, 2× платиновый в Нидерландах, и платиновый в Австрии.

## Трек-лист
1. «Con te partirò»
2. «Per amore»
3. «Macchine da guerra»
4. «E chiove»
5. «Romanza»
6. «The Power of Love»
7. «Vivo per lei» (with Giorgia)
8. «Le tue parole»
9. «Sempre sempre»
10. «Voglio restare così»
11. «Vivo per lei» (Bonus track, with Judy Weiss)

## Чарты
| Чарт(1995–1997)                 | Высшая позиция |
| ------------------------------- | -------------- |
| Австрия (Ö3 Austria)            | 3              |
| Бельгия/Фландрия (Ultratop)     | 1              |
| Бельгия/Валлония (Ultratop)     | 1              |
| Нидерланды (Album Top 100)      | 1              |
| Германия (Offizielle Top 100)   | 1              |
| Швейцария (Schweizer Hitparade) | 1              |

| Чарт(1995)                         | Позиция |
| ---------------------------------- | ------- |
| Belgian Albums (Ultratop Flanders) | 45      |

| Чарт(1996)                         | Позиция |
| ---------------------------------- | ------- |
| Dutch Albums (Album Top 100)       | 3       |
| German Albums (Offizielle Top 100) | 82      |

| Чарт(1997)                         | Позиция |
| ---------------------------------- | ------- |
| Austrian Albums (Ö3 Austria)       | 10      |
| Belgian Albums (Ultratop Wallonia) | 72      |
| Dutch Albums (Album Top 100)       | 35      |
| German Albums (Offizielle Top 100) | 1       |
| Swiss Albums (Schweizer Hitparade) | 2       |

| Чарт(1998)                         | Позиция |
| ---------------------------------- | ------- |
| German Albums (Offizielle Top 100) | 97      |

## Сертификации
| Регион | Сертификация  | Продажи    |
| --- | ------------- | ---------- |
| Австрия (IFPI Austria)                                                                                                   | Платиновый    | 50 000*    |
| Бельгия (BEA) | 6× Платиновый | 350,000    |
| Франция | —             | 350,000    |
| Германия (BVMI) | 4× Платиновый | 2 000 000^ |
| Нидерланды (NVPI) | 2× Платиновый | 400,000    |
| Норвегия (IFPI Norway)                                                                                                   | Золотой       | 25 000*    |
| Швейцария (IFPI Switzerland)                                                                                             | 4× Платиновый | 200 000^   |
| * Данные о продажах приведены только на основе сертификации. ^ Данные о тиражах приведены только на основе сертификации. |               |            |